# شقواص رغلي
الشَّقْوَاص الرُّغْلِيّ (الرغلي نسبة إلى جنس الرُّغْل، لأن أوراقه تشبه أوراق الرغل، وهو باللاتينية Halimium atriplicifolium) نوع نباتي يتبع جنس الشقواص والفصيلة اللاذنية، اسمه العلمي Halimium atriplicifolium (Lam.) Spach.

## الموئل والانتشار
موطن هذا النبات هو جنوب غرب شبه الجزيرة الأيبيرية.